# Ceroctis pici
Ceroctis pici is een keversoort uit de familie van oliekevers (Meloidae). De wetenschappelijke naam van de soort is voor het eerst geldig gepubliceerd in 1917 door Borchmann.